# 1726 en France
Chronologie de la France
- 1722
- 1723
- 1724
- 1725
- 1726
- 1727
- 1728
- 1729
- 1730

Cette page concerne l’année 1726 du calendrier grégorien.

## Événements
- 30 mars : réception à  Versailles de la reine douairière d’Espagne, Louise-Élisabeth d’Orléans, veuve de Don Louis[1].

- 8 avril : le duc de Bourbon présente à Louis XV le prince de Birkenfeld, lieutenant général des armées du roi, absent depuis dix ans passés dans ses états d’Allemagne. Son épouse est présentée au roi par la duchesse de Ventadour[1].

- 11 juin : le roi Louis XV congédie le duc de Bourbon-Condé qui part en exil à Chantilly. Fleury, qui devient cardinal le 11 septembre, ancien précepteur du roi âgé de 73 ans, les fonctions d’un premier ministre avec le simple titre de ministre d’État. Il gouverne sans audace, mais avec sagesse, jusqu’à sa mort en 1743. Prudent, modéré mais ferme, il réussit à rétablir l’équilibre budgétaire grâce à des mesures d’économie. Il mène une politique extérieure plutôt pacifique[2].
- 14 juin : Michel Robert Le Peletier des Forts est nommé contrôleur général des finances (fin le 19 mars 1730)[3].
- 15 juin : stabilisation de la monnaie, préparé par Dodun et réalisée par Le Peletier des Forts[4]. La livre tournois devenue le franc, reste l'unité de base inchangée jusqu’à la Première Guerre mondiale (0,31 gramme d’or fin de 1726 à 1774) divisée en 20 sols de 12 deniers. Le louis d’or vaut 24 livres, le gros écu, d’argent vaut 6 livres, l’écu d’argent vaut 3 livres. Le rapport monnaie de compte/monnaie réelle est fixé une fois pour toutes.
- 16 juin : Louis XV annonce au Conseil qu’il entend assumer seul le pouvoir[2]. Claude Le Blanc reprend sa place de secrétaire d’État de la Guerre après la démission de Breteuil (fin le 19 mai 1728)[3].

- 23 juillet : Louis XV se trouve mal pendant la messe, dans la chapelle du château de Versailles. Cet accident est suivi d’une fièvre violente qui inspire pendant quelques jours les plus grandes inquiétudes[1].

- 30 juillet : le roi donne audience aux ambassadeurs et reçoit leurs compliments sur sa convalescence[1].

- 3 août : la reine est attaquée d'une fièvre qui fait craindre pour sa vie ; elle reçoit les sacrements le 13 et le 18 entre en convalescence[1].

- 19 août : bail Carlier. Fleury restaure le régime des fermes. Quarante fermiers généraux s’associent pour un bail global de 80 millions à verser au roi sur le sel, les aides, les traites, etc[5]. Le Peletier des Forts consent un bail trop faible, qui sera relevé par la suite (91 millions en 1738, 102 en 1750, 110 en 1755, 138 en 1773). Les financiers et le contrôleur général des finances subissent l’impopularité due à ce bail maladroit. En période de paix (1726), ces prélèvements indirects assurent 46 % de rentrées budgétaires, contre 43 % provenant de l’impôt direct.
- 28 août : le financier Joseph Pâris Duverney est incarcéré à la Bastille où il reste 18 mois (11 janvier 1728)[6].

- 15 septembre : vendanges précoces consécutive à un été chaud[7].
- 24 septembre : la reine douairière d’Espagne se rend en grand cortège du château de Vincennes à Versailles pour complimenter la reine sur le rétablissement de sa santé[1].

- 19 novembre : banqueroute de Le Peletier des Forts. Le conseil des finances impose  « un retranchement » sur les rentes perpétuelles et viagères[8].

- 8 décembre : l’assemblée du clergé réunie à Versailles accorde au roi un « don gratuit » de 5 millions de livres[9]